# Ен Тајлер
Ен Тајлер важи за једну од најцењенијих савремених америчких списатељица. Рођена је у Минесоти 1941 године.

## Биографија
Одрасла је у Северној Каролини. Докторирала је на катедри за руске студије на универзитету у Колумбији. 
Романом Dinner at Homesick Restaurant из 1982. године добија статут признатог националног аутора (поменути роман није преведен на српски језик). За дело Лекције Дисања 1989 године добија Пулцерову награду. Поменуто дело, такође, налази се на Гардијановој листи сто најбољих романа. Члан је америчке академије уметности и књижевности.